# Секст Помпей (консул 35 года до н. э.)
Секст Помпей (лат. Sextus Pompeius; I век до н. э.) — римский политический деятель, консул 35 года до н. э.
Отец и дед Секста Помпея носили тот же преномен — Секст. О жизни и карьере Помпея почти ничего не известно. В 35 году до н. э. он стал консулом, 1 сентября был заменён консулом-суффектом Титом Педуцеем. Согласно заключённому за 4 года до этого Мизенскому договору, консулат 35 года должен был достаться Сексту Помпею Магну, но это стало невозможным из-за начавшейся вскоре очередной гражданской войны.
Существует предположение, что сыном Секста был ещё один Секст Помпей, консул 5 года до н. э.